# 保利達資產

保利達資產標誌

保利達資產控股有限公司（港交所：0208）前稱金盾控股，為一間製衣公司。 2000年因財困被柯為湘收購。經歷多番股權、資產重組後，成為一間澳門大型地產發展商，曾經為九龍建業（港交所：0034）的附屬公司。
保利達資產旗下的樓盤有澳門海茵怡居、澳門海天居，亦持有澳門廣場和中華廣場。除此之外，保利達資產旗下亦擁有一間在哈薩克斯坦從事石油相關業務的公司。
2004年，保利達控股成功收購香港牛奶有限公司子公司香港製冰及冷藏有限公司。
2020年8月19日, 九龍建業宣佈以實物分派形式派發其持有的3,142,341,682 股保利達資產股份予九龍建業的股東。於實物分派後，集團將不再擁有保利達資產之任何股權。
2021年1月21日，保利達資產公布，控股股東柯為湘(要約人)提出私有化, 私有化後將撤回公司上市地位。

## 外部連結
保利達資產（页面存档备份，存于）
1. ↑  . 香港經濟日報. 2021-01-22. （原始内容存档于2021-08-15）.